# Junta de Administración Portuaria y de Desarrollo Económico de la Vertiente Atlántica de Costa Rica
 (septembre 2018).
Si vous disposez d'ouvrages ou d'articles de référence ou si vous connaissez des sites web de qualité traitant du thème abordé ici, merci de compléter l'article en donnant les références utiles à sa vérifiabilité et en les liant à la section « Notes et références ».
La Junta de Administración Portuaria y de Desarrollo Económico de la Vertiente Atlántica de Costa Rica (JAPDEVA) est le conseil d'administration portuaire et du développement économique de la côte atlantique du Costa Rica. Il a été créé en 1963 comme une entité autonome de l'État afin d'assurer l'entretien des canaux de la province septentrionale de Limon (Tortuguero et Barra del Colorado) et le suivi des contrats du gouvernement en ce qui concerne les ports et les chemins de fer.